# Huashan (socken i Kina, Shandong, lat 36,74, long 117,09)
Huashan (kinesiska: 华山街道, 华山) är en socken i Kina. Den ligger i provinsen Shandong, i den östra delen av landet, omkring 13 kilometer nordost om provinshuvudstaden Jinan. Antalet invånare är 61 613. Befolkningen består av 30 409 kvinnor och 31 204 män. Barn under 15 år utgör 15,0 %, vuxna 15-64 år 79 %, och äldre över 65 år 5,0 %.
Genomsnittlig årsnederbörd är 841 millimeter. Den regnigaste månaden är juli, med i genomsnitt 315 mm nederbörd, och den torraste är januari, med 6 mm nederbörd.